# Rebecca Lee Crumpler
Rebecca Lee Crumpler, geboren als Rebecca Davis (Christiana (Delaware), 8 februari 1831 – Boston, 9 maart 1895) was een Amerikaanse arts, verpleegkundige en auteur. In 1864 studeerde zij af aan het New England Female Medical College, waarmee zij de eerste gediplomeerde Afro-Amerikaanse vrouwelijke arts in de Amerikaanse geschiedenis werd. Ook was ze een van de eerste vrouwelijke artsen die een boek publiceerden in de 19e eeuw. Ze schreef A Book of Medical Discourses (1883), een handleiding voor verpleegkundigen en moeders, die gericht was op de zorg voor (aanstaande) moeders en kinderen.

## Levensloop

### Jeugd en opleiding
Crumpler werd geboren in Christiana (Delaware) als dochter van Matilda Webber en Absolum Davis. Zij groeide op bij haar tante in Pennsylvania, een vrouw die in de buurt als arts fungeerde en veel zieke buurtbewoners verzorgde. Haar tante was voor Crumpler een grote inspiratie om een loopbaan in de geneeskunde na te streven. Ze ging naar de West Newton English and Classical School, een privéschool waar ze onderwijs volgde onder de aparte status als 'special student in Mathematics'.
Rond 1852 verhuisde Crumpler naar Charlestown in Massachusetts, waar ze aan het werk ging als verpleegkundige. In 1860 was ze de eerste zwarte vrouw die toegelaten werd tot het New England Female Medical College, een opleiding verbonden aan het New England Hospital for Women and Children. Op dat moment waren er circa 54.000 artsen in de Verenigde Staten, waarvan ongeveer 300 vrouwen. In 1864 behaalde Crumpler als eerste Afro-Amerikaanse vrouw haar artsendiploma. Nog geen tien jaar later fuseerde de opleiding voor vrouwelijke artsen met de Universiteit van Boston, waardoor zij de enige Afro-Amerikaanse afgestudeerde van deze opleiding bleef.
Drie jaar na Crumpler werd Rebecca Cole de tweede Afro-Amerikaanse vrouwelijke arts, nadat zij in 1867 afstudeerde van het Woman's Medical College of Pennsylvania. Pas in 1935 - 71 jaar na Crumpler - werd de Surinaamse Sophie Redmond arts, als eerste zwarte vrouw in een toenmalige Nederlandse kolonie. Zij studeerde af aan de Geneeskundige School in Paramaribo.

### Medische carrière
Na haar afstuderen werkte Crumpler als arts in Boston, waar ze zich vooral inzette voor arme Afro-Amerikaanse vrouwen en kinderen. Na de Amerikaanse Burgeroorlog verhuisde ze naar Richmond in Virginia. Hier behandelde ze voormalig tot slaaf gemaakte mensen, die geen zorg kregen van witte artsen. Ze werkte voor het Freedmen's Bureau, een Amerikaanse organisatie die na de burgeroorlog werd opgericht om zogenaamde 'freedmen' en freedwomen' in het zuiden te begeleiden. Crumpler kreeg er te maken met veel racisme en seksisme. Haar recepten werden niet goedgekeurd en ze werd genegeerd door mannelijke artsen. Volgens bronnen werd er spottend gezegd dat de M.D. achter haar naam stond voor 'Mule Driver': iemand die muilezels inzet om goederen te vervoeren. Desondanks bleef ze werken en bijdragen aan de medische zorg voor zwarte gemeenschappen.
Later keerde Crumpler terug naar Boston, waar ze ging wonen in de overwegend Afro-Amerikaanse wijk Beacon Hill. Hier behandelde ze opnieuw vrouwen en kinderen, ongeacht hun financiële situatie. Haar huis op Joy Street maakt tegenwoordig deel uit van de Boston Women’s Heritage Trail.

### A Book of Medical Discourses

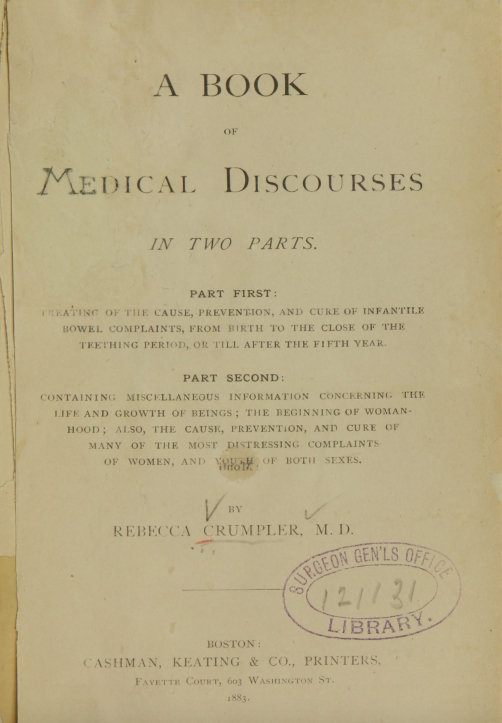
Voorpagina van A Book of Medical Discourses (1883)

In 1883 publiceerde Crumpler A Book of Medical Discourses, een van de eerste medische boeken geschreven door een vrouwelijke arts en een van de eerste boeken door een Afro-Amerikaanse auteur. Het boek richt zich op de gezondheid van vrouwen en kinderen, met praktische adviezen over preventie, voeding, ontwikkeling en ziektebestrijding. Crumpler baseerde het werk op haar praktijkervaring en schreef in een directe stijl gericht aan moeders en verpleegkundigen.
In haar boek pleitte Crumpler ervoor dat vrouwen zich eerst zouden verdiepen in de anatomie en werking van het menselijk lichaam, voordat zij als verpleegkundige aan de slag gingen. Ze legde veel nadruk op het belang van preventie: volgens haar vergaten veel verpleegkundigen dat elke aandoening een oorzaak had die vaak te voorkomen of weg te nemen was.
Het boek is opgedeeld in twee delen. Het eerste deel behandelt de preventie en behandeling van darmproblemen bij jonge kinderen, met name rond de periode van doorkomende tanden tot ongeveer het vijfde levensjaar. Het tweede deel gaat dieper in op thema’s als de lichamelijke ontwikkeling, het begin van de volwassenheid en de behandeling en preventie van diverse veelvoorkomende klachten bij beide geslachten.
Naast medisch advies bevat het boek ook autobiografische passages met sociaal-maatschappelijke en morele beschouwingen. In het eerste hoofdstuk geeft Crumpler bijvoorbeeld niet-medisch advies over op welke leeftijd en onder welke omstandigheden vrouwen zouden moeten trouwen, en deelt zij inzichten over het belang van een wederzijds respectvolle relatie.

## Persoonlijk
Rebecca Davis trouwde in 1852 met Wyatt Lee (1822-1863), een voormalige tot slaaf gemaakte arbeider. Na zijn overlijden aan longtuberculose, hertrouwde ze in 1865 met Arthur Crumpler (1835-1910). Hij was eveneens een voormalig tot slaaf gemaakte man, die als hoefsmid voor de Union Army werkte. Samen woonden ze in de wijk Hyde Park in Boston. In 1870 kreeg het paar een dochter, Lizzie Sinclair Crumpler, die vermoedelijk jong overleed.
Crumpler was actief in verschillende kerken in Beacon Hill, waaronder de Twelfth Baptist Church. Bij een herdenkingsdienst voor senator Charles Sumner in 1874, las Crumpler in de Bethel Methodist Episcopal Church een gedicht voor.

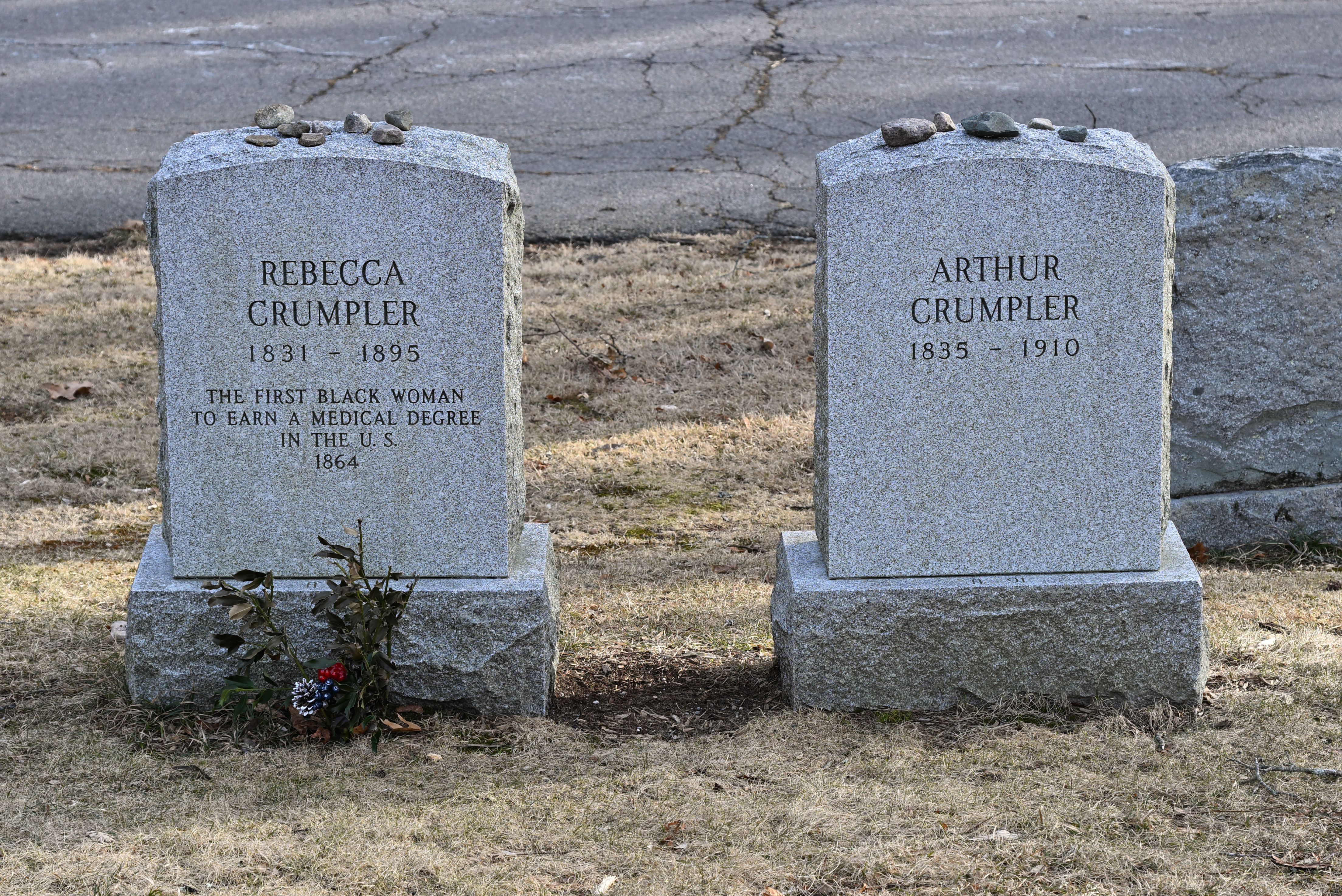
De grafstenen van Crumpler (links) en haar echtgenoot Arthur

Zij overleed op 9 maart 1895 in Hyde Park aan de gevolgen van complicaties bij fibromen. Ze werd begraven in een graf zonder grafsteen op het Fairview Cemetery in Boston. Op 16 juli 2020 - 125 jaar na haar dood - werd het graf van Crumpler voorzien van een grafsteen. Met het opschrift The first black woman to earn a medical degree in the U.S. 1864 werd haar prestatie postuum geëerd. Ook het naastgelegen graf van haar man Arthur werd voorzien van een steen.

## Erkenning
Crumpler wordt erkend als pionier op het gebied van geneeskunde en mensenrechten. Verschillende instellingen zijn naar haar vernoemd, waaronder de Rebecca Lee Society, een van de eerste medische verenigingen voor Afro-Amerikaanse vrouwen. Daarnaast is er de Rebecca Lee Pre-Health Society aan Syracuse University. Deze club moedigt mensen met uiteenlopende achtergronden om een carrière in de zorg na te streven.
In 2019 riep de toenmalige gouverneur van Virginia, neuroloog Ralph Northam, 30 maart (National Doctors Day) uit tot Dr. Rebecca Lee Crumpler Day. Ook Boston eerde haar in 2021 met een gelijknamige herdenkingsdag op haar '190e verjaardag'.